# Gigantione rathbunae
Gigantione rathbunae är en kräftdjursart som beskrevs av Stebbing 1910. Gigantione rathbunae ingår i släktet Gigantione och familjen Bopyridae. Inga underarter finns listade i Catalogue of Life.